# 巴黎号战列舰
巴黎号战列舰（法語：Paris）是孤拔级战列舰的三號艦，同時是法國海軍第一批建造的無畏艦之一。本艦作為1910年海軍建造計劃的一部分，於1911年11月10日在濱海拉塞訥地中海冶金和造船廠鋪設龍骨，在第一次世界大戰爆發前建造完工，並以法國首都巴黎命名。第一次世界大戰期間，巴黎號與其它所有同型艦皆在地中海海域執行任務。1914年，巴黎號持續為蒙特內哥羅陸軍提供砲火支援，接著與英軍聯手維持奧特朗托封鎖線，將奧匈帝國海軍封鎖在亞得里亞海內。直到让·巴尔号在1914年12月21日遭奧匈帝國海軍U-12號潛艇魚雷擊傷後，本艦才隨艦隊暫時退出亞得里亞海。
第一次世界大戰結束後，本艦於1925年間參與第三次里夫戰爭，協助西班牙盟軍登陸胡塞馬，之後在1931年轉為訓練艦。儘管本艦到了1930年代時，其性能已落後許多，但仍同樣與孤拔號經歷3次現代化改裝作業。當德軍於1940年5月10日開始入侵法國後，法國海軍匆忙地將巴黎號重新武裝並投入使用，接著於1940年6月期間支援盟軍部隊防守勒阿弗爾，直到被德軍轟炸機的炸彈擊中後才撤退至瑟堡。因法軍在陸上節節敗退，本艦在臨時維修後即刻駛往英格蘭樸茨茅斯避難。法國投降後，英國於1940年7月3日執行彈弓行動，將位於樸茨茅斯的巴黎号繳獲，並被英國皇家海軍與波蘭海軍當作倉庫艦或兵營艦使用，後來才歸還給自由法國海軍。當歐戰結束後，巴黎號於1945年7月返回法國本土，並在布雷斯特擔任倉庫艦度過餘生。本艦最終成為孤拔級戰艦中於第2次世界大戰倖存的軍艦，法國海軍在1955年12月21日將本艦除籍，並於1956年6月回到原初生地濱海拉塞訥拆解。

## 設計

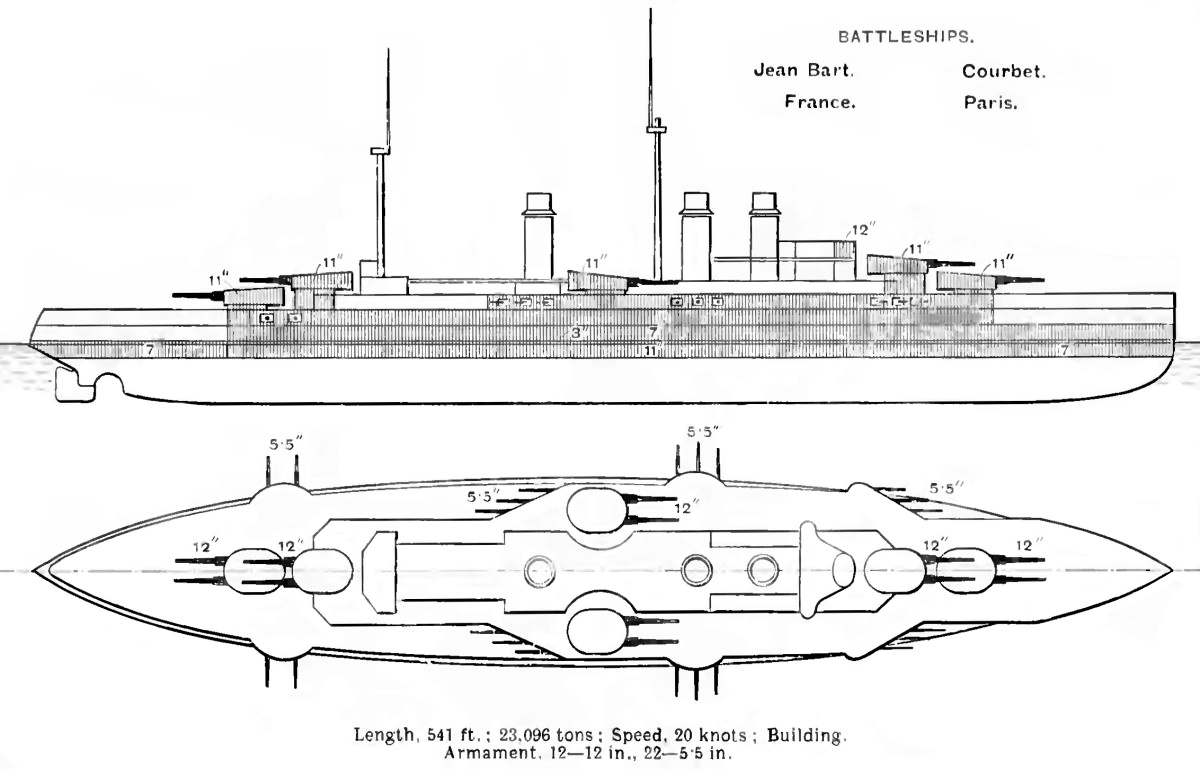
孤拔級描繪圖，出自1912年的布拉希海軍年鑑（Brassey's Naval Annual）。

1909年，法國海軍終於深信採用「全装重型火炮」（All-Big-Gun）設計的英國无畏号战列舰比混合口徑設計的丹东级战列舰還要優越；因此在第二年，新任海軍部長奧古斯汀·布埃·德·拉佩雷爾決定透過參考其中一艘當時外國無畏艦設計方案來為法國海軍建造第一批無畏艦，並作為1906年海軍計劃的一部分準備推行。孤拔級三號艦巴黎號船體全長166（544英尺7英寸）、舷寬27（88英尺7英寸），最大載運量時船艏吃水深度為9.04（29英尺8英寸），標準排水量為23,475公噸（23,100長噸），滿載排水量為25,579公噸（25,180長噸）。出航執勤時，若是在二等船狀態下可容納1115名乘員，但若是擔任旗艦時則可容納至1187名乘員。動力系統上則授權帕森海洋蒸汽輪機公司製造4組帕森型蒸汽渦輪發動機，每組驅動2組傳動軸，並由24台尼克勞斯（Niclausse）式鍋爐提供蒸汽。這些鍋爐皆為燃煤式，並搭配油噴霧器輔助，在四軸驅動推進下可輸出28,000匹軸馬力（20,880千瓦特），使本艦最高航速可達21節（39每小時；24英里每小時）。艦上可攜帶2,700長噸（2,700公噸）的燃煤與906長噸（921公噸）的油料，讓本艦在10節（19每小時；12英里每小時）下航行時，其巡航半徑可達4,200海里（7,800）。
主要武器上，巴黎號配備12門305（12英寸）45倍徑1910年式火砲在6座雙聯裝砲塔內，其中2座砲塔以背負式佈局配置在前甲板與前上層建築，2座砲塔以同樣的佈局配置在後甲板與後上層建築，另外在船舯兩側還各有1座砲塔。其次要武器包括配置在炮廓內的22門138公釐口徑1910年式海軍砲，以及平均分成2組放置在船上層建築兩側的4門47（1.9英寸）口徑1902年型火炮，另在船體水線下區域裝有4組450（18英寸）口徑1909年型魚雷管，同時配有12枚魚雷備用；下甲板同時設有倉儲可存放10枚水雷。為防止水面下的水雷攻擊，巴黎號的水線裝甲帶延伸至正常吃水線以下2.4（7英尺10英寸）。水線裝甲帶厚度範圍約在140至250（5.5至9.8英寸）之間，並在船舯區域裝甲厚度最厚。主砲塔區域由250（9.8英寸）厚度的裝甲保護之，炮廓則以160（6.3英寸）厚的裝甲板保護之。弧形裝甲甲板平面厚度為40 mm（1.6英寸），外傾部分為70 mm（2.8英寸）。司令塔正面與側面區域以266（10.5英寸）厚的裝甲保護之；儘管在機艙旁有一縱向並排的艙室，但這些艙室只是用來儲存燃煤或閒置等，並沒有將其改裝成防魚雷艙壁。

## 服役歷程

### 建造與第一次世界大戰期間

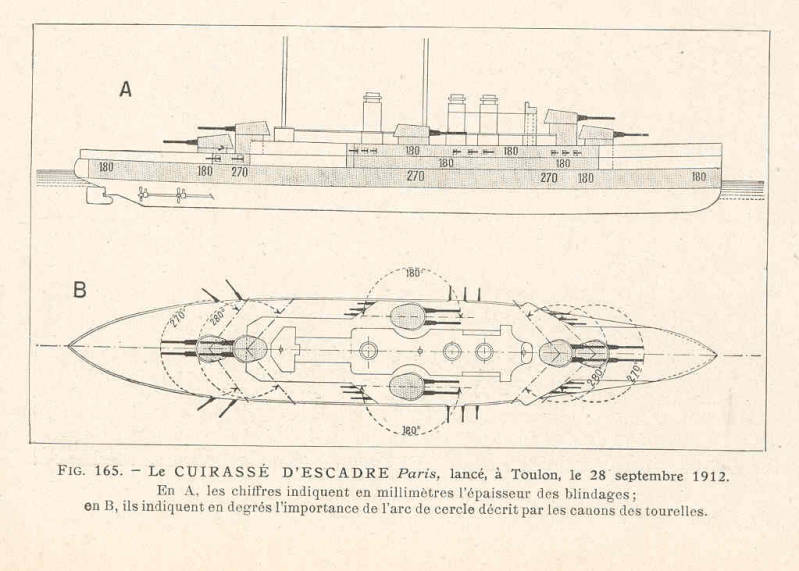
巴黎號描繪圖。

法國海軍於1911年8月1日向船廠下訂巴黎號，其名來自法國首都名，艦體龍骨於1911年11月10日在濱海拉塞訥地中海冶金和造船廠鋪設，並在1911年9月28日首次下水。由於歐洲政局在1914年中期開始變得緊張加劇，因此本艦提前於1914年8月1日投入使用，但工程則至1914年8月14日才完工，整體工程耗費63,000,000法郎。法國海軍於1914年8月1日將巴黎號編制在法國地中海艦隊第2分艦隊第1總隊，但本艦並沒有立刻與分艦隊會合，而是直到1914年9月5日才加入分艦隊。
第一次世界大戰爆發後，巴黎號與其所有同型艦全分派至地中海海域，並在1914年當中，多數時間花在向蒙特內哥羅陸軍提供火力支援，直到讓·巴爾號被奧匈帝國海軍U-12號潛艇魚雷擊傷後才被迫撤出。然而為了維持奧特朗托封鎖線，艦隊僅退守至馬爾他或比塞大兩地。當法國在1916年占領希臘科孚島後，本艦才轉至離亞得里亞海較近的科孚島與阿爾戈斯托利。此時法國海軍為了反潛戰而將本艦一部分的船員調離至其他艦上，導致艦上人手不足而僅能有限地執行任務。1918年，艦上加裝7門75（3英寸）口徑1897年型防空炮，這些防空炮是以75公釐口徑1897年野戰炮改裝而來。

### 戰間期

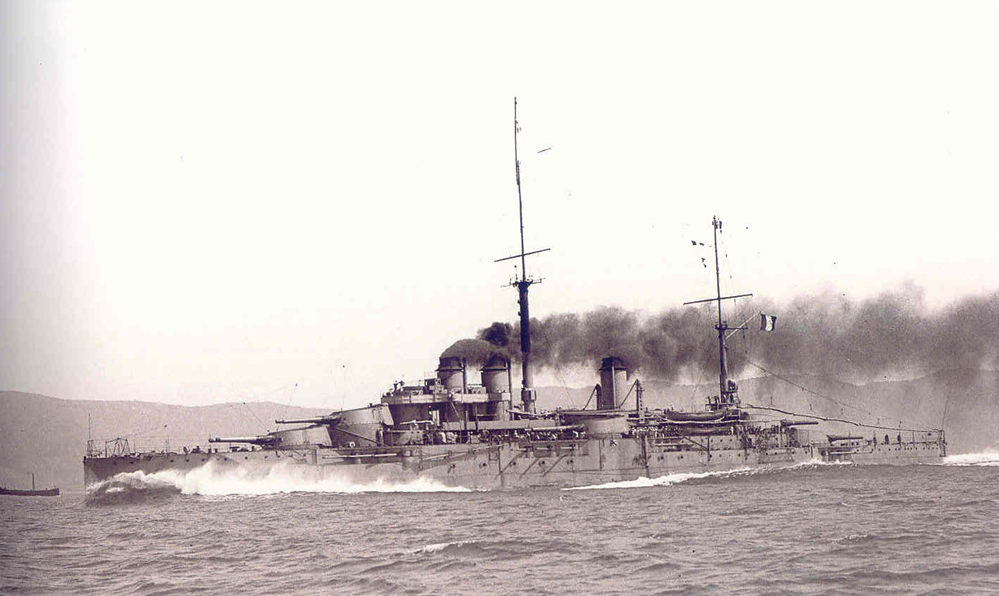
1914年時巴黎號。

第一次世界大戰結束後，巴黎號於1918年12月12日至1919年3月25日間，派遣至普拉監督已投降的奧匈帝國艦隊。自1919年5月起，巴黎號前往愛琴海掩護在士麥拿佔領區遭到土耳其攻擊的希臘部隊，直至1919年6月30日才返回土倫。1922年6月27日，巴黎號與盾號驅逐艦於土倫港發生相撞意外，2艦皆受到嚴重損害。
巴黎號在1922年10月25日至1923年11月25日間於布雷斯特經歷第一次改裝作業，此次改裝項目與其他同型艦相似，包括更換一組新的燃油式鍋爐；主砲最大仰角從12度增至23度；移除船艏裝甲以增加適航性；在艦上配置一套射控指揮儀，包括一4.57（15英尺0英寸）長測距儀；艦上原1897年型防空炮全部拆卸，替換成1918年型。改裝結束後，里夫共和國因在1925年襲擊法屬摩洛哥導致第三次里夫戰爭爆發，巴黎號奉命擔任法國艦隊旗艦，支援1925年夏天在胡塞馬登陸的西班牙盟軍部隊。儘管本艦在戰鬥中遭到6次敵方砲火擊中而輕微受損，但艦隊仍摧毀了敵軍的海岸防線。後來，巴黎號擔任法國艦隊旗艦至1925年10月為止。在1927年8月16日至1929年1月15日間，巴黎號於土倫經歷第二次改裝作業，射控系統在這次改裝中全面升級。前桅頂上裝設一組大型巡洋艦型火控指揮儀，包括一4.57（15英尺0英寸）長的雙像符合測距儀及3（9英尺10英寸）長的體視測距儀；司令塔上方安裝一4.57（15英尺0英寸）長的測距儀，並與新增在主桅桿旁裝甲罩內的4.57（15英尺0英寸）長測距儀組成雙工系統；二組2（6英尺7英寸）長的雙像符合測距儀安裝在航行駕駛台上方，這二組指揮儀供艦上的次要武器使用；一組8.2（26英尺11英寸）長的測距儀安裝在前甲板的B砲塔頂部，另外一組則是裝設在船艏處；新增三組長1.5（4英尺11英寸）的測距儀供防空炮使用，其中一組位於司令塔上的雙工系統上方，另一組位於B砲塔頂部，還有一組位於船艉的上層建築上方。改裝完成後，巴黎號擔任法國地中海艦隊第1分艦隊第2總隊旗艦至1931年10月1日為止，之後轉為訓練艦。
1934年7月1日至1935年5月21日間，巴黎號經歷第三次改裝作業，此次改裝內容與孤拔號相似，包括艦上的鍋爐進行全面性大修；艦上主砲進行更換；原1918年型防空炮全換成1922年型，此防空砲最大俯角為10度、最大仰角為90度，其使用彈藥重5.93（13.1英磅），槍口初速850每秒（2,800英尺每秒）、射速每分鐘8至18輪、最大有效高度為8,000（26,000英尺）。

### 第二次世界大戰期間

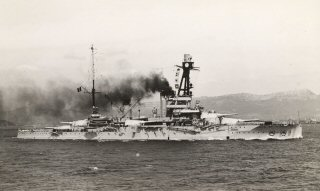
巴黎号战列舰。

第二次世界大戰爆發後，巴黎號與孤拔號一同編入第5分艦隊，隨後轉移至法國大西洋艦隊執行砲術訓練。在德國於1940年5月10日開始入侵法國後，法國海軍開始動員巴黎號與孤拔號，讓2艦恢復成可作戰狀態，2艘艦於1940年5月21日恢復成可作戰狀態，並在瑟堡加裝6挺霍奇克斯13.2（0.52英寸）口徑雙聯裝機槍在3座雙聯裝機槍架上與2挺白朗寧13.2（0.52英寸）口徑單裝機槍至本艦上。後來巴黎號於1940年6月6日奉命前往勒阿弗爾，向索姆河前線的守軍提供砲火支援，並支援盟軍撤離該鎮，然而在沒有偵察機的狀況下，本艦提供砲火支援的效果有限。在戰爭期間，巴黎號利用它的防空火力攻擊前來轟炸勒阿弗爾港口的德國戰機，但在1940年6月11日時遭炸彈重創艦體。此次受創造成艦體進水，海水以每小時300長噸（305公噸）的速度湧入艦體內，但巴黎號仍在當日晚間返回瑟堡進行臨時維修。1940年6月14日，巴黎號轉往到布雷斯特，並在1940年6月18日載運2,800名人員撤離該地。
當法國投降後，巴黎號正抵達英格蘭樸茨茅斯避難。然而英國人在1940年7月3日發動彈弓行動，致使本艦被英軍繳獲，之後被用作倉庫艦或供波蘭海軍人員當兵營艦使用。英國皇家海軍之後將巴黎號移交給自由法國海軍，而本艦直到1945年8月21日大戰結束後才返回布雷斯特，並繼續擔當倉庫艦使用。最後，巴黎號成為孤拔級戰艦中於第2次世界大戰倖存的軍艦，法國海軍在1955年12月21日將本艦賣給拆船廠，並於1956年6月於濱海拉塞訥拆解。

## 照片集

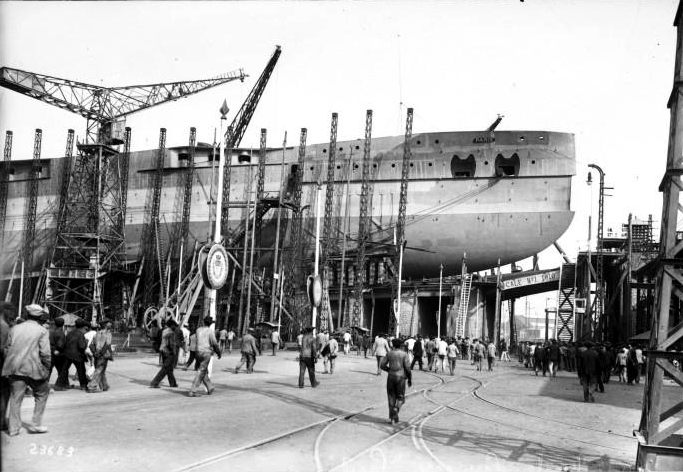
建造時巴黎號。
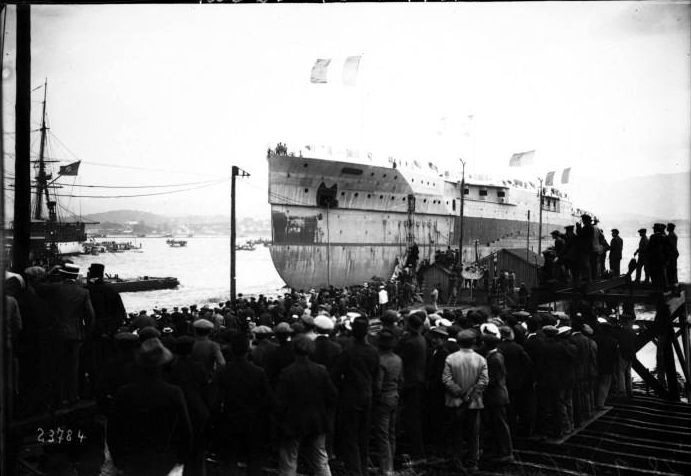
下水時的巴黎號。
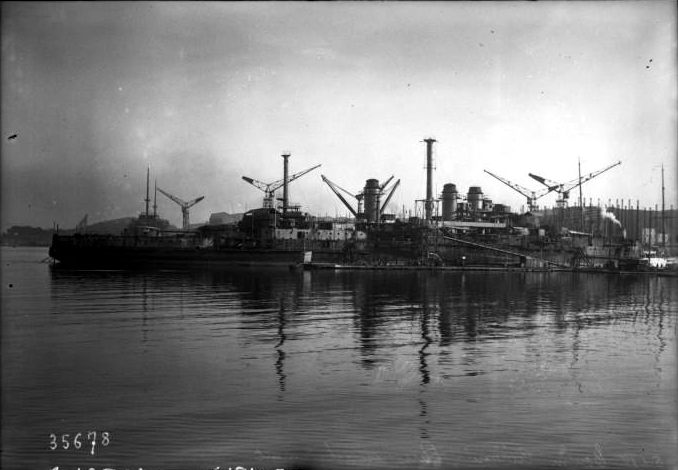
即將建造完工時的巴黎號。

## 延伸閱讀
- Dumas, Robert; Guiglini, Jean. . Grenoble, France: Editions de 4 Seigneurs. 1980. OCLC 7836734 （法语）.
- Gardiner, Robert; Chesneau, Roger (编). . Annapolis, Maryland: Naval Institute Press. 1980. ISBN 978-0-87021-913-9 （英语）.
- Gille, Eric.  [A Century of French Battleships]. Nantes: Marines. 1999. ISBN 2-909-675-50-5 （法语）.
- Halpern, Paul G. . Bloomington, Indiana: Indiana University Press. 2004. ISBN 978-0-253-34379-6 （英语）.
- Roche, Jean-Michel.  [Dictionary of French Warships from Colbert to Today]. Tome 1: 1671–1870. Toulon: Group Retozel-Maury Millau. 2005. OCLC 470444756 （法语）.

## 外部連結
- . Battleship-cruisers.co.uk.   [2018-01-30]. （原始内容存档于2018-12-21） （英语）.